# Cakle (Uście nad Orlicą)

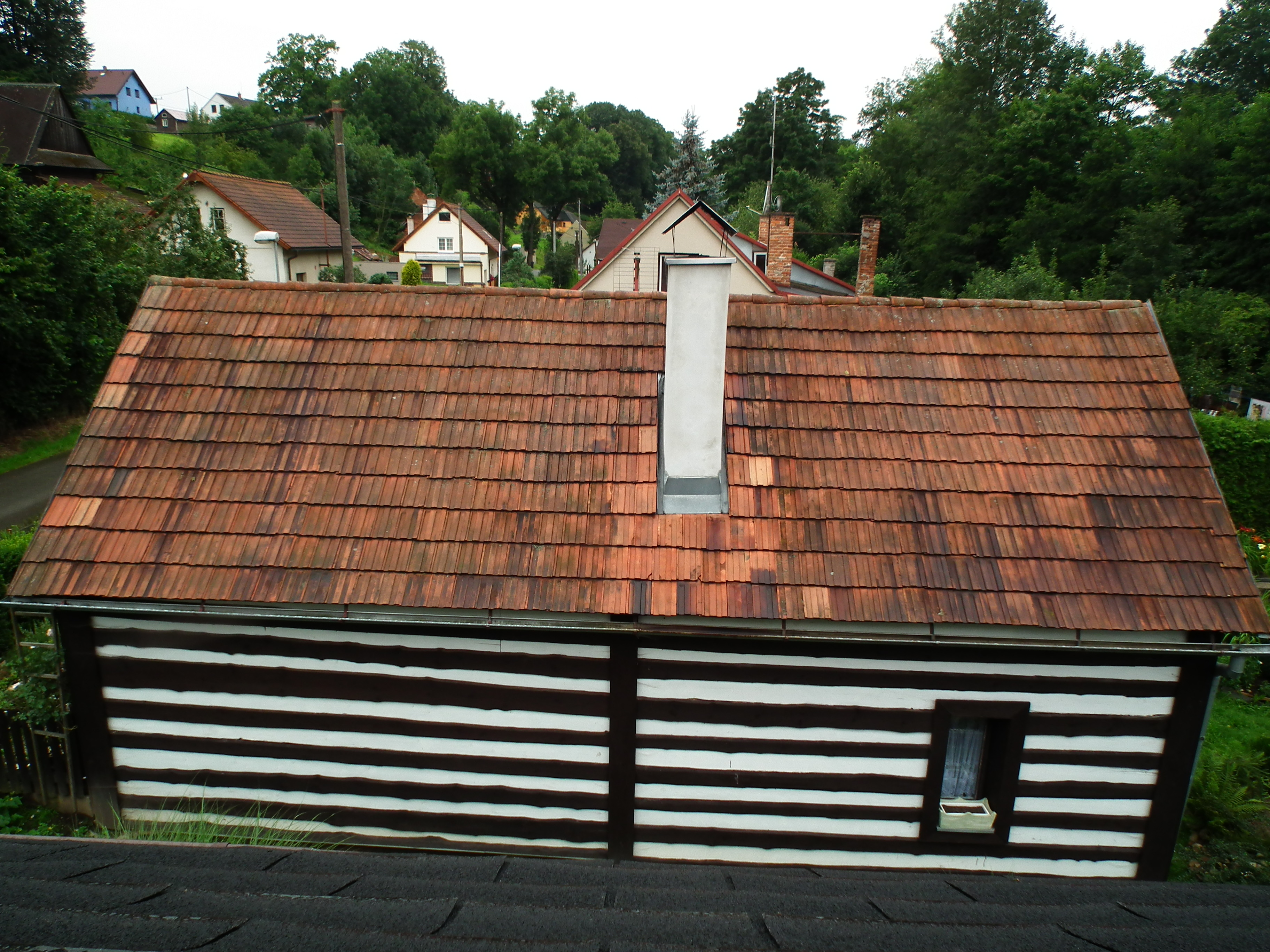
Fragment zabudowy

Cakle – część miasta Uście nad Orlicą (dokładnie dawnej wsi Oldřichovice) w Czechach, położona nad Cichą Orlicą.

## Historia
Nazwa osady pochodzi od Jana Cágla, który na początku XV wieku był właścicielem dolnej części Libchav. Od końca XV wieku właścicielami Cakli był ród Bubnów, który w początku XVII wieku założył tu majątek. W 1621 Bubnom skonfiskowano trzecią część posiadłości za udział w powstaniu antyhabsburskim. W 1624 zawłaszczoną część majątku Karol I Liechtenstein sprzedał młynarzowi Jiříkovi Paukarovi i jego bratu. 

## Młynarstwo
Najstarszy młyn w Cakli funkcjonował już przed wojnami husyckimi. W 1562 urodził się najstarszy znany z historiografii młynarz cakelski (Jan Paukar, ojciec Jiříka). W XVII wieku rodzina Paukarów zajmowała w Cakli osiem domów. Ich nazwisko nabrało brzmienia „Paukert”. Zamieszkiwali także w okolicznych wsiach. W XVIII wieku tradycja młynarska rodu wygasła. Młyn przejął Joseph Schlesinger. W 1836, w nieistniejącym już domu nr 25, urodził się Johann Paukert, dyrektor szkoły w Libchavach. Václav Paukert, młodszy brat Johanna, w 1873 wyemigrował do USA, gdzie rodzina założyła nową linię istniejącą do dziś. 

## Turystyka
W Caklach znajduje się camping, schronisko turystyczne i ścianka wspinaczkowa, a przy nich węzeł szlaków turystycznych i ścieżki edukacyjnej.